# Liphistius malayanus
Espèce
Synonymes
- Liphistius malayanus cameroni Haupt, 1983

Liphistius malayanus est une espèce d'araignées mésothèles de la famille des Liphistiidae.

## Distribution
Cette espèce est endémique de Malaisie péninsulaire. Elle se rencontre au Negeri Sembilan, au Selangor, au Pahang et au Perak.

## Description
Le mâle décrit par Norman I. Platnick et Walter C. Sedgwick (d) en 1984 mesure 16,9 mm et la femelle 19,0 mm.

## Systématique et taxinomie
La sous-espèce Liphistius malayanus cameroni a été placée en synonymie avec Liphistius malayanus par Schwendinger en 2017.

## Étymologie
Son nom d'espèce lui a été donné en référence au lieu de sa découverte, la Malaya.

## Publication originale
- Abraham, 1923 : « A new spider of the genus Liphistius from the Malay Peninsula and some observations on its habits ». Proceedings of the Zoological Society of London, vol. 1923, p. 769-774.